# Nikola Stošić (Fußballspieler, 2000)
Nikola Stošić (serbisch-kyrillisch Никола Стошић; * 29. Januar 2000 in Salzburg) ist ein serbischer Fußballspieler.

## Karriere
Stošić begann seine Karriere beim 1. Salzburger SK 1919. 2007 kam er in die Jugend des FC Red Bull Salzburg. Zwischen 2012 und 2013 spielte er kurzzeitig in der Jugend des FC Liefering, danach kehrte er zu Red Bull Salzburg zurück, wo er auch in der Akademie spielte.
Im Oktober 2016 debütierte er für die U-19-Mannschaft der Salzburger in der UEFA Youth League, als er im Erstrundenrückspiel gegen Vardar Skopje in der 73. Minute für Igor eingewechselt wurde. In jener Saison konnten die „Bullen“ den Titel gewinnen.
Im April 2018 stand Stošić gegen die Kapfenberger SV erstmals im Kader des Farmteams FC Liefering. Sein Debüt für Liefering in der zweiten Liga gab er schließlich im selben Monat, als er am 29. Spieltag der Saison 2017/18 gegen die WSG Wattens in der Startelf stand. In drei Jahren bei Liefering kam er zu 50 Zweitligaeinsätzen, in denen er vier Tore erzielte.
Im Februar 2021 wechselte er zum Bundesligisten SV Ried. Für Ried kam er in der Bundesliga zu 39 Einsätzen, ehe er mit dem Team 2023 aus dem Oberhaus abstieg. In der 2. Liga spielte er dann in der Saison 2023/24 keine Rolle mehr und kam bis zur Winterpause nur dreimal zum Einsatz. Daraufhin wechselte Stošić im Februar 2024 zum Ligakonkurrenten SK Sturm Graz II. Für Sturm II kam er zu 40 Zweitligaeinsätzen. Nach der Saison 2024/25 verließ er den Verein.